# Taiko
Taiko (太鼓 (Thái Cổ) Taiko) là một loại trống truyền thống ở Nhật Bản có nhiều kích thước khác nhau. Trong tiếng Nhật, taiko là danh từ chung gọi nhiều loại trống nào, nhưng ở ngoài nước Nhật, danh từ này được dùng để gọi loại trống đặc thù của Nhật Bản, tức wadaiko (和太鼓 (Hoà Thái Cổ) "trống Nhật"). Danh từ kumi-daiko (組太鼓 (Tổ Thái Cổ) "bộ trống") được dùng để chỉ cả một dàn trống. Việc cấu tạo các cỗ trống không đồng nhất, mà tùy thuộc vào hãng sản xuất, công đoạn làm tang trống và da bọc mặt trống. Có phương cách kéo dài vài năm mói hoàn tất.

## Lịch sử
Thực ra, nó không phải là phát minh của người Nhật mà được du nhập từ Trung Quốc khoảng thế kỷ 5, 6 sau Công nguyên thông qua bán đảo Triều Tiên. Những bằng chứng khảo cổ cho thấy nó đã được dùng tại quần đảo Nhật Bản từ thế kỷ thứ 6 sau Công nguyên. Tại Trung Quốc, ban đầu ở các chùa chiền người ta không dùng chuông, hay cồng chiêng, mà dùng trống, khi phật giáo được lan truyền sang Nhật, thì trống cũng được sử dụng. Nó được dùng với nhiều mục đích khác nhau tùy theo thời đại, từ liên lạc, những hoạt động quân sự, đệm cho các buổi kịch, hay nghi lễ tôn giáo hoặc các buổi trình diễn văn nghệ. 

## Phân loại trống
Taiko nhìn chung có thể chia làm ba loại chính: Nagado Daiko, Shime Daiko và Okedo Daiko.

### Nagado Daiko (長胴太鼓)
Trong ba loại trống kể trên, Nagado Daiko được biết đến rộng rãi nhất khi thường xuyên xuất hiện trong các lễ hội và nghi lễ tại đền chùa. Tên gọi của trống xuất phát từ việc nó có phần thân dài hơn so với đường kính mặt trống. Ngoài ra, Nagado Daiko còn có tên gọi khác là “Miya Daiko – 宮太鼓" vì thường được chơi ở các đền thờ (“Miya – 宮” nghĩa là đền thờ).
Thân trống được làm bằng gỗ cứng và chắc như gỗ keyaki (một loại cây thuộc họ cây du), hình dạng khá giống một thùng rượu. Khúc gỗ được khoét rỗng, phơi khô từ 3 đến 5 năm, sau đó căng lớp da bò lên trên và cố định bằng đinh tán.
Đặc điểm của Nagado Daiko là âm thanh được cộng hưởng trong phần thân rỗng, vang rất xa. Vào thời Edo, nó được sử dụng như một chiếc trống để thông báo thời gian từ lâu đài hoặc được chơi trong các buổi đấu vật Sumo hay kịch Kabuki.
Trong các loại trống hiện nay, Nagado Daiko được sử dụng khi cần thể hiện sự mạnh mẽ, hào hùng.

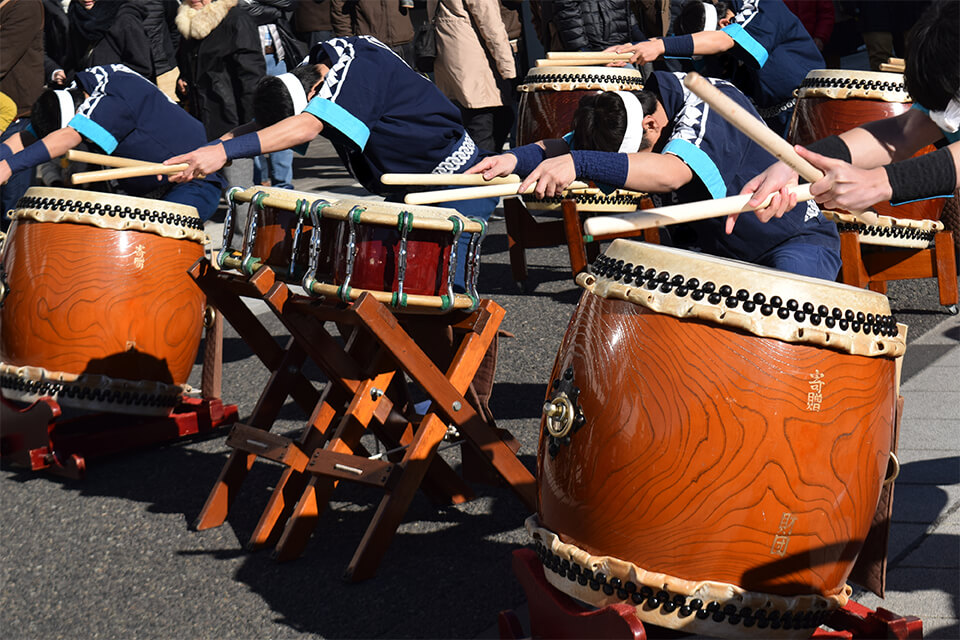
Trống Nagado Daiko

### Shime Daiko (締め太鼓)
Shime Daiko là một loại trống nhỏ hơn và có âm vực cao hơn so với Nagado Daiko. Điều này một phần là do kích thước của nó, phần là do phương pháp chế tác khác nhau. Hai mặt của trống đều là da bò, được bọc qua một vòng kim loại sau đó xâu lại với nhau bằng dây. Âm thanh của trống cao và nhẹ hơn Nagado Daiko, thường xuất hiện trong Nagauta (loại nhạc truyền thống chơi bằng đàn Shamisen trong kịch Kabuki) hay kịch Noh.

### Okedo Daiko (桶胴太鼓)
Khác với Nagado Daiko, thân trống được làm bằng cách ghép các tấm gỗ dài lại với nhau. Loại gỗ thường được sử dụng là gỗ cây tuyết tùng (sugi).
Nó có thiết kế dây tương tự như Shime Daiko nhưng lớn hơn và khá nhẹ nên thường được đeo lên vai. Điều này cho phép tay trống tự do di chuyển, vừa nhảy múa vừa chơi trống.

Bên cạnh đó còn nhiều loại trống khác, trong đó có những Taiko với đường kính lên tới gần 2m được gọi là “Odaiko – 大太鼓”, không chỉ dùng trong biểu diễn mà còn được đặt tại các đền thờ như một vật trưng bày linh thiêng.